# Super Mario World (televisieserie)
Super Mario World is een Amerikaanse animatieserie uit 1991, gebaseerd op Super Mario World. Het is de laatste van drie televisieseries gebaseerd op een Mario-spel, na The Super Mario Bros. Super Show! en The Adventures of Super Mario Bros. 3.

## Rolverdeling
- Mario: Walker Boone
- Luigi: Tony Rosato
- Princess Toadstool: Tracey Moore
- Toad en Kamek (Magikoopa): John Stocker
- King Koopa: Harvey Atkin
- Lemmy Koopa (Hip) en Iggy Koopa (Hop): Tara Charendoff
- Ludwig von Koopa (Kooky): Michael Stark
- Wendy O. Koopa (Kootie Pie): Tabitha St. Germain, later Pauline Gillis
- Morton Koopa Jr. (Big Mouth): Dan Hennessey
- Larry Koopa (Cheatsy): James Rankin
- Roy Koopa (Bully): Gordon Masten
- Yoshi: Andrew Sabiston